# Tytthonyx gracilis
Tytthonyx gracilis is een keversoort uit de familie soldaatjes (Cantharidae). De wetenschappelijke naam van de soort werd in 1991 gepubliceerd door Wittmer.